# Arthur Meier (Skilangläufer)
Arthur Meier (* 22. Januar 1925; † 10. Februar 2016) war ein liechtensteinischer Skilangläufer.

## Biografie
Arthur Meier startete bei den Olympischen Winterspielen 1948 in St. Moritz im 4 × 10 km Staffelrennen, wo er zusammen mit Egon Matt, Xaver Frick und Christof Frommelt den 11. Platz belegte.